# GAD1
نازعة كربوكسيل الغلوتامات 1 (الدماغ، 67 كيلو دالتون) (GAD67) المعروف أيضًا باسم GAD1، هو جين بشري.

## التفاعلات
لقد ثبت أن GAD1 يتفاعل مع GAD2. 